# Klasszikus közgazdaságtan
A klasszikus közgazdaságtan fogalmán a 18. század utolsó negyedének és a 19. század első kétharmadának domináns közgazdasági elméleteit szokás érteni. A klasszikus iskola megszületését hagyományosan 1776-hoz, Adam Smith A nemzetek gazdagsága című fő művének megjelenéséhez kötik (ezt az évet az egész közgazdaság-tudomány születési évének is szokás tekinteni); végét pedig 1871-hez, amikor napvilágot látott William Stanley Jevons The Theory of Political Economy (A politikai gazdaságtan elmélete), valamint Carl Menger Grundsätze der Volkswirtschaftslehre (A közgazdaságtan alapelvei) című műve, és kezdetét vette az úgynevezett marginalista forradalom.
A klasszikus közgazdaságtan legfontosabbnak tekintett képviselői a már említett Adam Smith, valamint David Ricardo, Thomas Malthus, Jean-Baptiste Say és John Stuart Mill. Sokan Karl Marx elméleteit is a klasszikus iskola részeként kezelik.

## Elnevezési és besorolási problémák
A korábban gyakran használt angol klasszikus közgazdaságtan elnevezés egyértelműen helytelen: a fenti közgazdászok közül csak Malthus volt angol származású (Smith és Mill skót, Ricardo holland, Say francia, Marx pedig német – igaz, Say kivételével mindannyian Angliában fejtették ki tevékenységük nagy részét).
A klasszikus közgazdaságtanhoz sorolt elméletek közötti, sokszor – például az érték-, az ár- vagy az egyensúlyelmélet területén – nagymértékű eltérések miatt erősen vitatott, hogy ezek valóban egységes iskolát alkotnak-e. Mindenesetre 1851-ben Wilhelm Roscher német közgazdász már használta az „angol klasszikus közgazdaságtan” elnevezést (bár ő „klasszikus”-on még a szó eredeti jelentésének megfelelően „első osztályút” értett), majd A tőke I. kötetében (1859) Marx is beszél a „klasszikus politikai gazdaságtan”-ról. (A klasszikus közgazdászok magukat a politikai gazdaságtan művelőinek nevezték.) Később John Maynard Keynes minden közgazdászt, aki elfogadta a kereslet és kínálat egyenlőségét kimondó Say-dogmát, klasszikusnak nevezett, saját kortársait is beleértve. Bár manapság az irányzathoz már csak 1776 és 1871 közötti elméleteket sorolunk, az elnevezés minden ezzel kapcsolatos probléma ellenére fennmaradt.
Az angol-francia nyelvterületen elterjedt "politikai gazdaságtan" kifejezésnek német nyelvterületen a "nemzetgazdaságtan" kifejezés felelt meg. Mindkettő bővítő, tágító jellegű volt, a prekapitalista kor uradalmi-háztartási gazdaságtanával szemben. Így a "politikai" jelző nem a tudományág amúgy kétségtelenül meglévő ideológiai jellegére, a "nemzet-" előtag nem a szintén a polgári társadalomra amúgy jellemző nacionalizmusra utalt. A magyar Kautz Gyula nyelvi leleménye volt, hogy a kétféle megnevezést a rendkívül találó "közgazdaságtan"-ban vonta össze, aminek viszont nincs köze a jóval később, Alfred Marshall által bevezetett és Paul Samuelson által népszerűvé tett "Economics" tudomány-megnevezéshez. A Keynes által klasszikusnak nevezett – Jevons-szal kezdődő – irányzat utóbb a "neoklasszikus" elnevezést kapta.

## Társadalmi és gazdasági előzmények

### Ipari forradalom
A 18. század második felétől kibontakozó ipari forradalom az ipar gazdaságban betöltött szerepének drasztikus mértékű megnövelésével felerősítette a már évszázadok óta tartó polgárosodás folyamatát. A nagymértékű tőkefelhalmozás lehetővé tette, hogy a társadalom vezető rétegének, a nagypolgárságnak ne legyen többé szüksége állami gyámkodásra a földbirtokosok, a hazai vagy külföldi vetélytársak ellen. Csak azt tartották szükségesnek, hogy az állam „éjjeliőrként” biztosítsa a tisztességes verseny feltételeit.

### Polgári forradalmak
A klasszikus közgazdaságtan kialakulásához kapcsolható két legfontosabb polgári forradalom a független Amerikai Egyesült Államok létrejötte, valamint a nagy francia forradalom volt. Ezek megteremtették a törvény előtti egyenlőséget, eltörölték a társadalmon belüli kiváltságokat (Amerikában a rabszolgaságot kivéve), és – ami szintén alapvető fontosságú – egységes nemzetgazdaságokat hoztak létre a közigazgatás egyszerűsítésével, az országokon belüli vámok, kiváltságos területek megszüntetésével.

### Nemzetközi kereskedelem
A 18. században folytatódott a 16. században megkezdődött gyarmatosítás, ezúttal azonban már nem Spanyolország és Portugália, hanem Anglia, Franciaország és Hollandia vezetésével. Mindez a nemzetközi kereskedelem kibővülését, ez pedig az országok, nemzetgazdaságok közötti verseny felerősödését hozta magával. A közgazdászoktól mindenütt azt várták el, hogy megtalálják a gazdaság minél nagyobb mértékű növekedésének kulcsát, illetve magyarázatot adjanak egyes országok (például Hollandia) nagyobb fejlettségére.

## Filozófiai és közgazdasági előzmények

### Merkantilizmus
A 17. századi merkantilisták szerint ország akkor tekinthette magát gazdagnak, ha minél több nemesfém volt a birtokában, így az állam arra törekedett, hogy külgazdasági tevékenysége során minél több aranyat hozzon be és azt lehetőleg bent is tartsa. Ezért olyan intézkedéseket hoztak, mellyel élénkíteni kívánták az exportjukat (hiszen így nemesfém áramlik be) és visszafogják, vagy akár teljesen le is állítsák az importot. Ilyen intézkedések lehettek az óriási vámok, tiltólisták, mennyiségi korlátok stb. Jelentős képviselője Jean-Baptiste Colbert.

### Fiziokratizmus
A 18. század második felében Franciaországban kibontakozó közgazdasági irányzat.
XIV. Lajos politikája, az abszolút monarchia rengeteg pénzbe került, melyhez Colbert merkantilista gazdaságpolitikája, a colbertizmus igyekezett előteremteni az erőforrásokat. Ennek eredményeként az országban a gabonakorlátozások miatt nagy volt az éhínség, a mezőgazdaság a tönk szélén állt. Ezért indult ádáz elméleti harc a merkantilizmus ellen, mely harcot Boisguillebert kezdte, majd a fiziokraták tetőzték be.
A fiziokratizmus, mely elnevezés a görög „természet”+„erős” szavakból származik, a francia felvilágosodás közgazdasági vonulatát jelenti. Filozófiai alapja a "természetes rend" eszméje volt, mely alatt a gazdaságban is az ész uralmának megteremtését érti. Képviselői, a fiziokraták szerint az emberi cselekvés a fizika világához hasonlóan szigorú kalkulációknak, mérlegeléseknek van alávetve, ezért a gazdasági élet önszabályozása az egyéni érdekeknek szabad hajhászásán át valósul meg. Emiatt az állami beavatkozás a gazdaság természetes rendjét a fiziokraták szerint megzavarja.
Mivel a 18. században a földművelés volt a gazdasági élet alapja, az ipar pedig a mezőgazdaság függvénye, ennek megfelelően a fiziokratizmus a mezőgazdaságban látta a gazdagság egyetlen forrását, az ipart pedig improduktív foglalkozási ágnak tartotta, ahol nem keletkezik „tiszta termék”, azaz értéktöbblet. Ezen elméleti megállapításból kiindulva a fiziokraták csak a mezőgazdaságot akarták adóztatni, s ezzel valójában az ipari fejlődést segítették, melynek állami támogatását támadták. Ábrázolásukban a mezőgazdaság már tőkés mezőgazdaság. A gazdasági élet központi szereplője már nem a földesúr, hanem a tőkés bérlő.
A fiziokratizmus megteremtője François Quesnay. Jelentősebb képviselői: Anne Robert Jacques Turgot, Riqueti de Mirabeau, Dupont de Nemours.

## Átfogó elméletek
A klasszikus iskola alább ismertetett „átfogó elméletei” közül mindegyiknek legalább a csírái megtalálhatóak már Adam Smith főművében, A nemzetek gazdagságában. A Smith-t követő közgazdászok később részletesebben kifejtették, értelmezték ezeket, némelyiket pedig elutasították. Egyik elméletről sem mondhatjuk el, hogy a klasszikus iskola valamennyi képviselője maradéktalanul hitt volna benne. Mégis ezek azok a teóriák, amik a későbbi korok közgazdászainak szemében a „klasszikus iskola elképzeléseit” testesítették meg.

### „Láthatatlan kéz”
„… noha [a gazdag földbirtokosok] csak tulajdon kényelmükkel törődnek, noha az egyetlen cél […] tulajdon hiú és kielégíthetetlen vágyaik csillapítása, mégis megosztják a szegénnyel minden újításuk hozadékát. Egy láthatatlan kéz vezeti őket arra, hogy az élethez szükséges javakat csaknem ugyanúgy osszák fel, mint ahogy ez akkor történne, ha a föld egyenlő részekre lenne felosztva valamennyi lakója között; és ekképp, anélkül hogy szándékolnák, anélkül, hogy tudomásuk lenne róla, előmozdítják a társadalom érdekét, és eszközt nyújtanak a faj megsokszorozásához” – írja Adam Smith Az erkölcsi érzelmek elméletében. A „láthatatlan kéz” koncepciója mögött egy olyan (piaci) mechanizmus áll, amely mellett az egyének önös érdekeinek érvényesülése révén a közérdek is megvalósul, éppen olyan jól, mintha a társadalmat egyetlen, a közérdeket képviselő személy irányítaná.
Ennek a koncepciónak már egyenes következménye, hogy az államnak vagy bármilyen felettes hatóságnak a piaci folyamatokba való beavatkozása szükségtelen. Ez az elképzelés, amit akkoriban laissez-faire néven illettek, a 17. századra nyúlik vissza, de a „láthatatlan kéz” elve révén új megalapozást nyert a klasszikusok szemében.
A klasszikus közgazdászoknak (Marx kivételével) az önérdek és közérdek összhangjában való hite tette lehetővé, hogy ezek a személyiségek egyszerre vallják magukat az individualizmus és a szocializmus híveinek. Manapság ez már ellentmondásnak tűnik, de akkoriban a „láthatatlan kéz” elmélete miatt egyáltalán nem volt az.

### Say-dogma
A Say-dogmát vagy Say-törvényt Jean-Baptiste Say fogalmazta meg 1803-ban, a következőképpen:
„Mivel a javak előállítói azok eladása révén pénzt, jövedelmet szereznek, és ezt más javak vásárlására fordítják, összgazdasági szinten az áruk (ide értve a termelési tényezőket, köztük a munkaerőt is) kereslete és kínálata egyenlő kell hogy legyen.”
Egyszerűbben úgy mondhatjuk, hogy a Say-dogma szerint minden kínálat megteremti a maga keresletét; a gazdaságban a piac mechanizmusai automatikusan egyensúlyt alakítanak ki. A Say-törvényt a jelentősebb klasszikus közgazdászok közül egyedül Malthus nem fogadta el, véleménye szerint ugyanis a társadalom szegényebb tagjai néha inkább felhalmozzák a pénzt ahelyett, hogy elköltenék, ami megakasztja a fent leírt folyamatot és azt eredményezi, hogy a kereslet kisebb lesz a kínálatnál.

### Társadalmi osztályok, rétegződések
Jelenlegi társadalomtörténeti ismereteink szerint az írásbeliség előtti társadalmakban is volt rétegződés. A társadalmi rétegződés kapcsolódhat társadalmat alkotó egyedek egy-egy lényeges tulajdonságához (pl. megszerzett jövedelem, rang, tudás, hatalom stb.), illetve a társadalmat javakkal ellátó eszközök tulajdonviszonyához. A társadalmi szintű ellátást biztosító eszközök tulajdonosai az adott társadalom uralkodó osztálya vagy rétege, az ezzel nem rendelkezők a dolgozók, szegények, kiszolgáltatottak. A tömegtermelési szinten javakat termelő eszközök tulajdonosi viszonyait tekintve Engels az emberiség történetét az alábbiak szerint tagolta, hangsúlyozva, hogy a legősibb termelési egység a család:
- Írásbeliség előtti társadalom, más terminológiával ősközösségi társadalom –  Lényeges magántulajdon nincs, a társadalom egyedei nagyjából egyenlően járulnak hozzá a társadalom fenntartásához szükséges javak előteremtéséhez, ezért az elosztás nagyjából egyenlő. Cserével foglalkozók, javas emberek és asszonyok (varázslók), valamint egy-egy közösség vezetője(i) feltételezhetően külön réteget képeztek.
- Rabszolgatartó társadalom – a szabadok rendelkeznek a társadalom fenntartásához és fennmaradásához szükséges anyagi javakkal, a rabszolgák teljesen kiszolgáltatottak és nincstelenek. Kereskedők, tudósok bizonyos mértékig külön réteget képeztek. Az alapvető társadalmi rétegek között szinte lehetetlen a mozgás.
- Feudális társadalom – a társadalom fenntartásának és fennmaradásának alapvető eszköze a földbirtok, mellyel a földbirtokosok, nemesek rendelkeznek a király adományai alapján; a földet megművelő emberek igen szerény jogokkal bírnak, azaz jobbágyok. Kereskedők, felfedezők, tudósok, értelmiség, kialakuló polgárság külön réteget képeztek. Előfordulhat, hogy valaki képes egyik rétegből a másikba átkerülni.
- Polgári társadalom – a társadalom fenntartásának és fennmaradásának alapvető eszköze a földtulajdon mellett a gyártulajdon (később pedig a bank, kereskedelmi hálózat tulajdona). A tőketulajdonosok a megtermelt új értékből a munkások, dolgozók tömegeinek annyit juttatnak, hogy munkaerejüket legyenek képesek újratermelni, s utódaikat fel tudják nevelni. A társadalmi rétegek közötti mozgás könnyebb, mint korábban, de igen nagyok a társadalmi különbségek. Létezik a középréteg.
- Osztályok nélküli vagy szocialista, kommunista társadalom – magasabb szinten ismétli az írásbeliség előtti társadalmi tulajdonviszonyokat. Tartós, több száz éves példa nem volt még rá Földünkön.

### Munkaérték-elmélet
A munkaérték-elmélet teljes kidolgozása Ricardo nevéhez fűződik. Eszerint az előállított javak értékét, így az árát is, kizárólag a beléjük fektetett munka határozza meg. Két jószág árának aránya megegyezik az előállításukhoz szükséges munkamennyiségek arányával.
Ricardo szerint azonban a munka tényleges kifejtője, a munkásosztály nem kapja meg az általa termelt javak értékének egészét. A tőketulajdonosok csak annyit fizetnek ki a munkásoknak, amennyi a létfenntartáshoz és a szaporodáshoz szükséges. A fennmaradó részt, a profitot kisajátítják. A bér–profit arány megváltoztatásáért állandó harc, osztályharc folyik a munkás- és tőkésosztály között. Ricardo ezen megállapításai később Karl Marx politikai–közgazdasági nézeteinek alapjává váltak.
Ricardóval szemben Adam Smith úgy vélte, hogy a munka csak a társadalmi fejlettség alacsony fokán volt valódi értékmérő; később a munkából származó értékhez hozzáadódott a tőke és a föld járadéka, amelyek összege képezi a javak „természetes árát”. Say szerint az érték nem a munkából, hanem a javak által a fogyasztóikban keltett hasznosságból ered. Malthus sem zárta ki a fogyasztói oldal szerepét az érték, így az ár kialakulásában, ezért ő sem fogadta el a munkaérték-elméletet. Látható, hogy ez a teória volt már a klasszikus közgazdászok körében is mind közül a legvitatottabb.
Ma már klasszikusnak számít Karl Marx használati érték és értékelmélete, amely két alapvető oldalát mutatja meg az ember által használt illetve előállított javaknak. Ezen elmélet kidolgozásakor Marx a klasszikus közgazdaságtan már meglévő elméleteit szintetizálta.  
- Használati érték egy adott dolog hasznossága. Pl. egy asztalt minden egyes ember asztalként használ, s ez a hasznossága, legyen az bármilyen értékes avagy értéktelen; ilyenkor a lényeg az, hogy még használható legyen asztalként a dolog, ne essen szét stb.
- Ugyanennek az asztalnak természetesen van értéke is, ami a társadalmi értékítélettel függ össze.  A társadalom az asztal gyártásába befektetett élő és holt tőke értékét az áron keresztül fogadja el. Pl. egy ébenfából készült asztal nyilván sokkal értékesebb, mint egy műanyag kempingasztal. Marx A tőke című többkötetes művében az akkori társadalmi ismereteknek megfelelően matematikai képletekkel írta le elméleti szinten a társadalmi igényeket kielégítő egyszerű termelési és bővített (a korábbihoz képest megnövekedett) újratermelési folyamatot, amikor is elsősorban az egyes gazdasági szektorokban megtermelt új értékre, s ezek szektorok közötti áramlására helyezte a hangsúlyt makroökonómiai szinten.

### Népesedési elmélet (a mezőgazdaság csökkenő hozadéka)
A népesedési elmélet megalkotása Malthus nevéhez fűződik, de feltételezéseit más klasszikus közgazdászok is elfogadták. Az elmélet lényege, hogy az élelmiszertermelés nem képes lépést tartani a népességnövekedés ütemével, mivel hiába van n-szer annyi mezőgazdasági munkás, a termelés nem nő a korábbinak n-szeresére, vagyis a mezőgazdaságban a csökkenő hozadék törvénye érvényesül. Ha tehát egy társadalom nem képes megállítani a népesség növekedését, katasztrófa vár rá.

## Képviselői

### Adam Smith

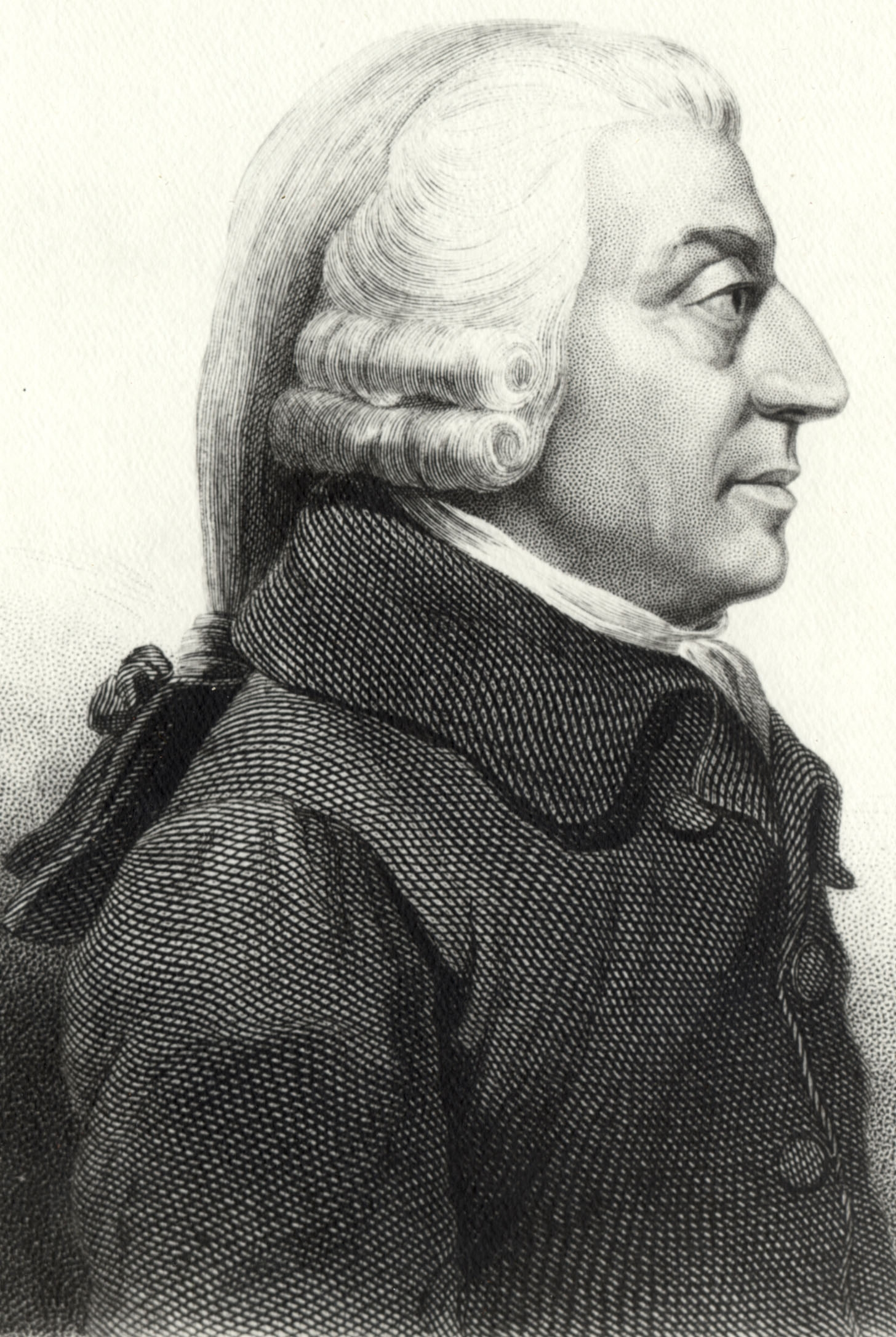
Adam Smith

Adam Smith (1723–1790) skót közgazdász és filozófus. Legjelentősebb műve A nemzetek gazdagsága (An Inquiry into the Nature and Causes of the Wealth of Nations), amelynek megjelenését (1776) tekintjük a klasszikus közgazdaságtan (és általában a közgazdaságtan mint tudomány) kezdetének.
A nemzetek gazdagságában Smith vázolta a „láthatatlan kéz” elméletét, az önérdek és a közérdek harmóniájának eszméjét. (A könyv egyes részeiben viszont olyan eseteket is tárgyalt, amikor az önérdek követéséből a társadalomnak kára származik.) Írt a piacok működéséről, a munkabért, a profitot és a földjáradékot fedező „természetes árról” és a piaci árról, ami elképzelése szerint a természetes ár felé mozog. Dicsérte a munkamegosztást, sőt a nemzeti gazdagság alapjának tartotta. Elkülönítette a termelő (produktív) és nem termelő (improduktív) munkát, illetve az ezeket végző társadalmi „osztályokat”. Elemezte a nemzetközi kereskedelem és a gyarmatosítás hatásait. Fellépett a merkantilizmus gazdaságpolitikai javaslatai ellen.

### David Ricardo

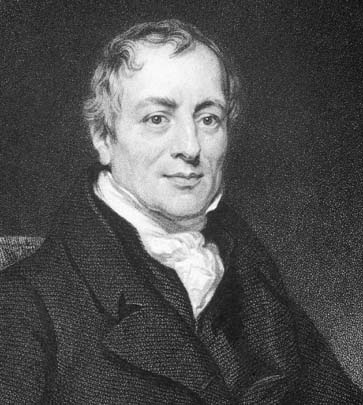
David Ricardo

David Ricardo (1772–1823) szefárd zsidó családból származott, akik Hollandiából költöztek át Angliába. Fő művében, A politikai gazdaságtan és az adózás alapelveiben (On the Principles of Political Economy and Taxation) a munkaérték-elmélet felvázolásán kívül kiállt a nemzetek közötti szabadkereskedelem mellett, megalkotta a nemzetközi gazdaságtan alapját képező komparatív előnyök modelljét.
Úgy vélte, hogy az iparban növekvő, a mezőgazdaságban pedig csökkenő hozadék érvényesül, vagyis elfogadta Malthus népesedési elméletét. Súlyos problémának tekintette a bérek emelését (vasbértörvény), mert véleménye szerint ez a népesség növekedéséhez, az pedig újabb, rosszabb minőségű földeknek a termelésbe való bevonásához vezetne, így az élelmiszerárak emelkednének, ami újabb béremelést tenne szükségessé; végső soron a profitok a munkaérték-elméletnek megfelelően nullára csökkennének, ami válságba sodorná a társadalmat.

### Thomas Malthus

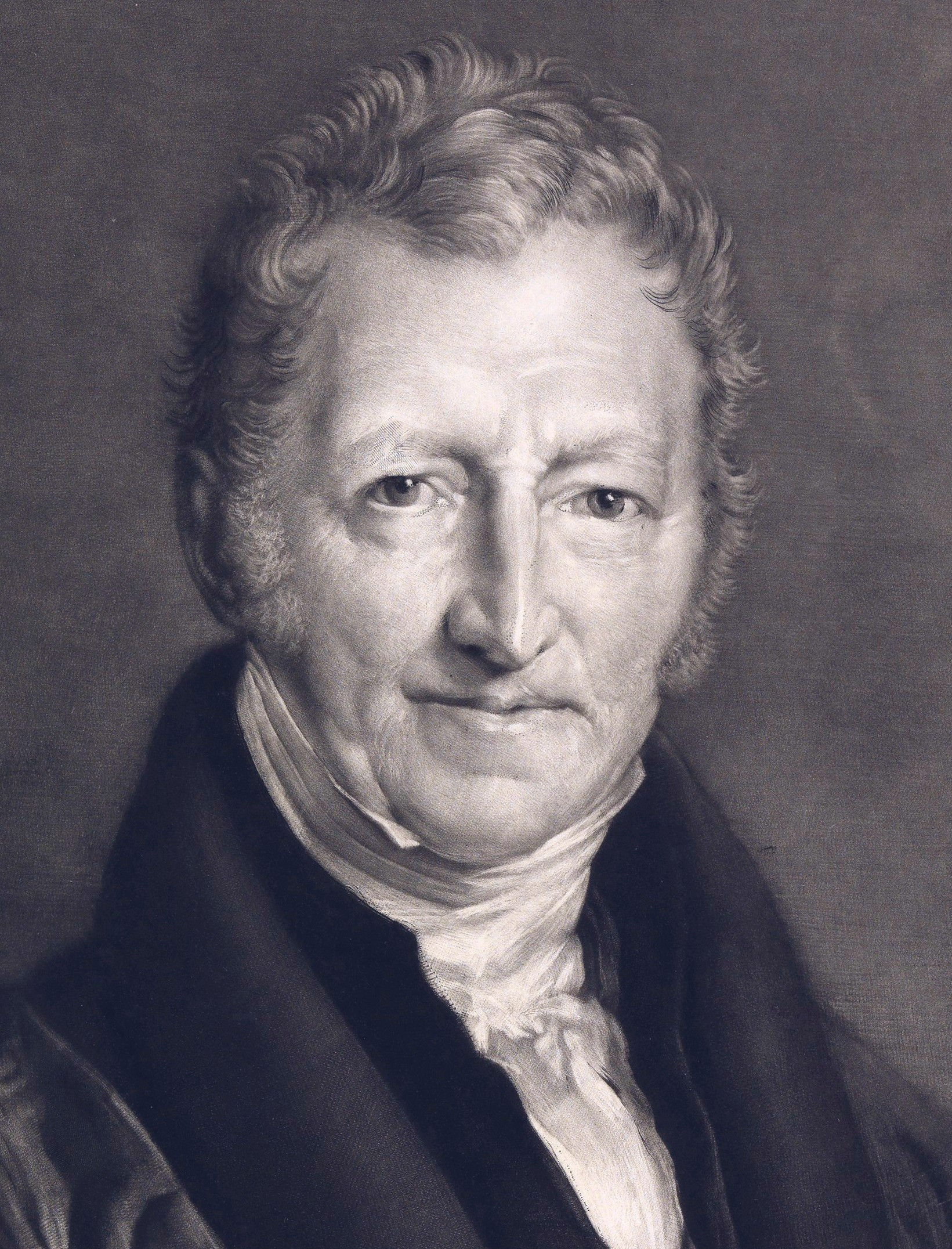
Thomas Robert Malthus

Thomas Robert Malthus (1766–1834) angol demográfus és közgazdász mindenekelőtt a róla elnevezett népesedési elméletről ismert, amit 1798-ban írott Tanulmány a népesedés törvényéről (An Essay on the Principle of Population) című művében hozott nyilvánosságra. Népesedési elméletével Malthus megkérdőjelezte azt a korábban általános meggyőződést, hogy a népességnövekedés kizárólag pozitív hatással van egy ország gazdagságára.
1820-ban írott, A közgazdaságtan elvei, tekintettel gyakorlati alkalmazásukra (Principles of Political Economy: Considered with a View to their Practicial Application) című művében már egyértelműen közgazdasági kérdésekkel foglalkozott. Elutasította mind a munkaérték-elméletet, mind a Say-dogmát. Szükségesnek nevezte a nem termelő, csak fogyasztó rétegek (az úgynevezett „harmadik személyek”: hivatalnoki réteg, papság, katonaság) meglétét a társadalomban: ha ugyanis a többi osztály nem költi el a rendelkezésére álló jövedelmet (és Malthus szerint ez gyakran előfordul), ők azok, akik fogyasztásukkal növelik a kínálattól elmaradó kereslet mértékét.

### Jean-Baptiste Say

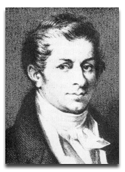
Jean-Baptiste Say

Jean-Baptiste Say (1767–1832) francia közgazdász, üzletember és újságíró. 1803-ban megjelent írása az Értekezés a politikai gazdaságtanról (Traité d'économie politique), itt fejtette ki többek között a Say-dogmát is. Céljának tekintette, hogy Adam Smith nézeteit terjessze, A nemzetek gazdagságát népszerűsítse Franciaországban.
Nem fogadta el Ricardo munkaérték-elméletét: véleménye szerint a javak értéke a fogyasztóik szubjektív hasznosságából származik. Tudtán kívül bevezette a rezervációs ár és a határhaszon fogalmát. A hasznossággal kapcsolatos megállapításai miatt Say a neoklasszikus közgazdaságtan egyik legfontosabb előfutárának is tekinthető.

### John Stuart Mill

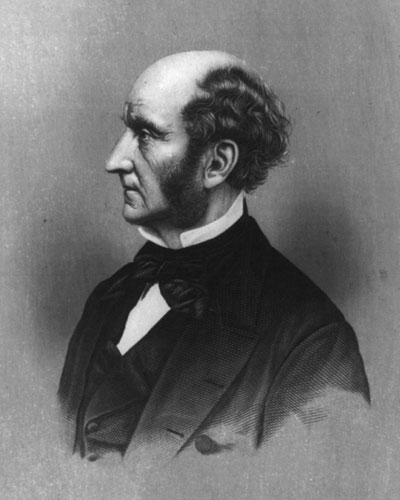
John Stuart Mill

### Karl Marx és Friedrich Engels

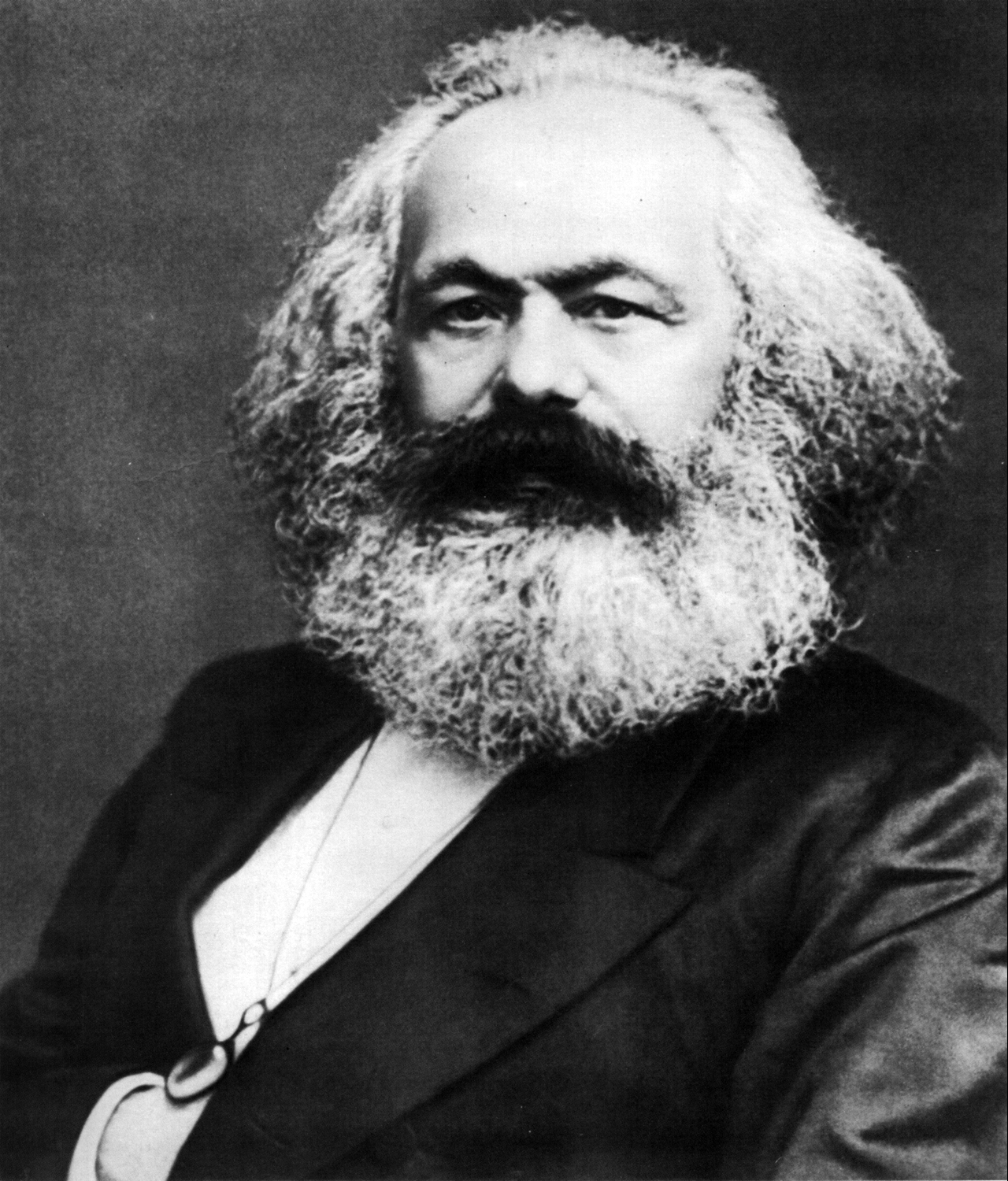
Karl Marx

Karl Marx (1818-1883) és Friedrich Engels (1820-1895) a tizenkilencedik század legjelentősebb materialista gondolkodói voltak. Marx nevéhez fűződik a tőke valódi természetének feltárása, melyet több kötetes műben A tőke címen fogalmazott meg. Ezen mű második és harmadik kötetét Engels Marx halála után feldolgozta és kiadta. Engels és Marx sok filozófiai művén együtt dolgozott. Ketten együtt vállalták korszakuk legszegényebb és legkiszolgáltatottabb osztályának vagy rétegének, a munkások ezrei érdekének képviseletét filozófiai szinten megfogalmazva. Így lettek Marx és Engels a szocialista eszmék teoretikusai, a Kommunisták Szövetségének alapítói (1848, London). Marx elsősorban gazdaságfilozófiával, Engels pedig történelemfilozófiával foglalkozott.
Marx egyik legismertebb elmélete az értéktöbblet elmélet. Ennek alapja Ricardo és Adam Smith munkaérték-elmélete; lényege, hogy a munkás (fizikai és szellemi)által megtermelt árukban megtestesülő új érték két részre oszlik: munkabérre és értéktöbbletre. Az új értékből mindössze a munkabér illeti meg a létrehozót, míg a tőketulajdonos tulajdonosi mivoltából eredően kisajátítja a munkabér feletti új értéket, az értéktöbbletet.

### További klasszikus gondolkodók
- John Ramsay McCulloch (1789–1864)
- Nassau William Senior (1790–1864)
- Johann Heinrich von Thünen (1783–1850)

## Hatása
A ma élő közgazdászok közül a klasszikus közgazdaságtan jelentős hatással van Anwar Shaikh gondolkodására, aki valós verseny és turbulens szabályozás elméleteivel tovább építi a klasszikus hagyományt.
Marx és Engels hagyományát a mai korban a marxiánus közgazdaságtan viszi tovább, sokszor módosított, továbbfejlesztett formában.